# Alzira Fidalgo
Alzira Viana Fidalgo da Silva, mais conhecida como Alzira Fidalgo (Rio de Janeiro, 15 de outubro de 1949 — Rio de Janeiro, 23 de novembro de 2011), foi uma atriz, figurinista e produtora de teatro brasileira. Fundou ao lado de Ubirajara Fidalgo a companhia Teatro Profissional do Negro,  sendo o trabalho de ambos um exemplo de projeto político que possibilitou o espaço dos negros no teatro no Brasil. Era mãe da cineasta Sabrina Fidalgo.